# قلعة الشرقي (بني العوام)

تعديل مصدري - تعديل

قلعة الشرقي هي إحدى قرى عزلة بني القدمي بمديرية بني العوام التابعة لمحافظة حجة، بلغ تعداد سكانها 354 نسمة حسب تعداد اليمن لعام 2004.